# Ministri dello sviluppo della Romania
Questo elenco comprende i ministri dello sviluppo della Romania a partire dal 2000.

## Lista dei ministri dello sviluppo
| Ministro | Ministro         | Ministro                 | Partito                                                                | Governo                    | Mandato          | Mandato          | Leg. |
| Ministro | Ministro         | Ministro                 | Partito                                                                | Governo                    | Inizio           | Fine             | Leg. |
| --- | ---------------- | ------------------------ | ---------------------------------------------------------------------- | -------------------------- | ---------------- | ---------------- | ---- |
| Sviluppo e prognosi economica (Ministerul dezvoltării și prognozei) |                  |                          |                                                                        |                            |                  |                  |      |
| |                  | Leonard Cazan (1937)     | Partito della Democrazia Sociale di Romania Partito Social Democratico | Governo Năstase            | 28 dicembre 2000 | 19 giugno 2003   | IV   |
| Sviluppo, lavori pubblici e abitazioni (Ministerul dezvoltării, lucrărilor publice și locuințelor) |                  |                          |                                                                        |                            |                  |                  |      |
| |                  | László Borbély (1954)    | Unione Democratica Magiara di Romania                                  | Governo Tăriceanu II       | 5 aprile 2007    | 22 dicembre 2008 | V    |
| Sviluppo regionale e abitazioni (Ministerul dezvoltării regionale și locuinței) |                  |                          |                                                                        |                            |                  |                  |      |
| |                  | Vasile Blaga (1956)      | Partito Democratico Liberale                                           | Governo Boc I              | 22 dicembre 2008 | 23 dicembre 2009 | VI   |
| Sviluppo regionale e turismo (Ministerul dezvoltării regionale și turismului) |                  |                          |                                                                        |                            |                  |                  |      |
| |                  | Elena Udrea (1973)       | Partito Democratico Liberale                                           | Governo Boc II             | 23 dicembre 2009 | 9 febbraio 2012  | VI   |
| |                  | Cristian Petrescu (1971) | Partito Democratico Liberale                                           | Governo Ungureanu          | 9 febbraio 2012  | 7 maggio 2012    | VI   |
| |                  | Eduard Hellvig (1974)    | Partito Nazionale Liberale                                             | Governo Ponta I            | 7 maggio 2012    | 21 dicembre 2012 | VI   |
| Sviluppo regionale e pubblica amministrazione (Ministerul dezvoltării regionale și administrației publice) |                  |                          |                                                                        |                            |                  |                  |      |
| |                  | Liviu Dragnea (1962)     | Partito Social Democratico                                             | Governo Ponta II           | 21 dicembre 2012 | 5 marzo 2014     | VII  |
| Governo Ponta III | 5 marzo 2014     | Liviu Dragnea (1962)     | Partito Social Democratico                                             | 17 dicembre 2014           |                  |                  | VII  |
| Governo Ponta IV | 17 dicembre 2014 | Liviu Dragnea (1962)     | Partito Social Democratico                                             | 15 maggio 2015             |                  |                  | VII  |
| Governo Ponta IV |                  |                          | Sevil Shhaideh (1964)                                                  | Partito Social Democratico | 20 maggio 2015   | 17 novembre 2015 | VII  |
| |                  | Vasile Dîncu (1961)      | Indipendente                                                           | Governo Cioloș             | 17 novembre 2015 | 4 gennaio 2017   | VII  |
| Sviluppo regionale, pubblica amministrazione e fondi europei (Ministerul dezvoltării regionale, administrației publice și fondurilor europene) Dal 29 gennaio 2018 Sviluppo regionale e pubblica amministrazione (Ministerul dezvoltării regionale și administrației publice) |                  |                          |                                                                        |                            |                  |                  |      |
| |                  | Sevil Shhaideh (1964)    | Partito Social Democratico                                             | Governo Grindeanu          | 4 gennaio 2017   | 29 giugno 2017   | VIII |
| Governo Tudose | 29 giugno 2017   | Sevil Shhaideh (1964)    | Partito Social Democratico                                             | 17 ottobre 2017            |                  |                  | VIII |
| Governo Tudose |                  |                          | Paul Stănescu (1957)                                                   | Partito Social Democratico | 17 ottobre 2017  | 29 gennaio 2018  | VIII |
| Governo Dăncilă | 29 gennaio 2018  | 7 gennaio 2019           | Paul Stănescu (1957)                                                   | Partito Social Democratico |                  |                  | VIII |
| Governo Dăncilă |                  |                          | Eugen Teodorovici (ad interim) (1971)                                  | Partito Social Democratico | 7 gennaio 2019   | 22 febbraio 2019 | VIII |
| Governo Dăncilă |                  |                          | Daniel Suciu (1980)                                                    | Partito Social Democratico | 22 febbraio 2019 | 4 novembre 2019  | VIII |
| Lavori pubblici, sviluppo e amministrazione (Ministerul lucrărilor publice, dezvoltării și administrației) |                  |                          |                                                                        |                            |                  |                  |      |
| |                  | Ion Ștefan (1969)        | Partito Nazionale Liberale                                             | Governo Orban I            | 4 novembre 2019  | 14 marzo 2020    | VIII |
| Governo Orban II | 14 marzo 2020    | Ion Ștefan (1969)        | Partito Nazionale Liberale                                             | 23 dicembre 2020           |                  |                  | VIII |
| Sviluppo, lavori pubblici e amministrazione (Ministerul dezvoltării, lucrărilor publice și administrației) |                  |                          |                                                                        |                            |                  |                  |      |
| |                  | Attila Cseke (1973)      | Unione Democratica Magiara di Romania                                  | Governo Cîțu               | 23 dicembre 2020 | 25 novembre 2021 | IX   |
| Governo Ciucă | 25 novembre 2021 | Attila Cseke (1973)      | Unione Democratica Magiara di Romania                                  | 15 giugno 2023             |                  |                  | IX   |
| |                  | Adrian Veștea (1973)     | Partito Nazionale Liberale                                             | Governo Ciolacu I          | 15 giugno 2023   | 23 dicembre 2024 | IX   |
| |                  | Attila Cseke (1973)      | Unione Democratica Magiara di Romania                                  | Governo Ciolacu II         | 23 dicembre 2024 | In carica        | X    |